# José Morant
José Morant Fuentes (Novelda, 1900 - Alicante, junio de 1967) fue un deportista español, conocido como El Meló, sobrenombre que ha dado origen a la expresión alicantina "corre más que El Meló".

## Biografía
Nació en la localidad de Novelda en 1900, aunque poco después su familia se trasladó con él al barrio alicantino del Pla del Bon Repós.
Comenzó su carrera deportiva de adolescente, especializándose en carreras a campo a través. La razón de su apodo de El Meló no se conoce con certeza, pero popularmente se asegura que comenzó a ser conocido así tras realizar con éxito el reto de correr de Alicante a Elche con un melón en cada brazo sin que se le cayeran.
El 26 de diciembre de 1920 tomó parte en la carrera pedestre Valencia-Alicante, con llegada en la Explanada de España, acabando en primera primera posición. En 1926 participó en el campeonato de España de los Cien Kilómetros representando a la Federación Alicantina de Atletismo y el 6 de septiembre del mismo año realizó la carrera Alicante-Elche-Santa Pola-Alicante, con salida en la Rambla de Méndez Núñez. Un recorrido de 55 km que finalizó en 5 horas y 45 minutos. A partir de entonces despertó interés a nivel nacional. El mes siguiente realizó el trayecto de 454 km entre Alicante y Madrid en cinco etapas. El 31 de octubre salió de la alicantina avenida de Zorrilla, llevando consigo cartas del alcalde de la ciudad, Julio Suárez-Llanos, al alcalde de Madrid, Fernando Suárez de Tangil, conde de Vallellano, y del gobernador civil de Alicante al ministro de la Gobernación, el general Martínez Anido. A su llegada también fue recibido por el presidente del Gobierno, el general Primo de Rivera.
Ya en la república, El Meló completó una marcha pedestre, con el patrocinio del ayuntamiento de Valencia, hasta la localidad francesa de Menton, para homenajear a Vicente Blasco Ibáñez, depositando en la tumba del célebre escritor valenciano una corona de flores con la bandera republicana.
En 1941 se separó de su esposa desde la juventud -con la que no tuvo hijos- Carmen Martínez Guerra, hija de Julio Martínez Templaíto, primer torero de Alicante.
Siguió compitiendo hasta ser bastante mayor, realizando sus conocidas marchas entre poblaciones de la región y protagonizando números entre partidos de fútbol o en el intermedio de corridas de toros en Alicante. Ya con más de sesenta años trabajó en el popular kiosco heladería "Peret" de la alicantina  Explanada de España. Falleció en 1967 a causa de un cáncer de garganta.